# Anton Philips
Anton Frederik Philips (Zaltbommel, 14 marzo 1874 – Eindhoven, 7 ottobre 1951) è stato un imprenditore olandese.
Fondò la Royal Philips Electronics N.V. nel 1912 con suo fratello maggiore Gerard Philips a Eindhoven, nei Paesi Bassi. Suo padre e Gerard avevano fondato la Philips Company nel 1891. Anton Philips è stato dirigente della società dal 1922 al 1939.